# Војно медицински центар
Војно медицински центар (ВМЦ) је била стационарна установа ВРС са сједиштем у Бањој Луци. Као таква била је од самог почетка ратних дејстава у СФРЈ укључена у санитетско збрињавање повређених и оболелих припадника, у првом период ЈНА а од маја 1992. припадника ВРС. У њој је 1. санитетски батаљон, 1. Крајишког корпуса стационирао једну своју хируршку екипу која је сарађивала са санитетским кадром ВМЦ-а. Већину љекара опште праксе и специјалиста сачињавале, док се највећи део мушког здравственог кадра налазио на ратишту у саставу 1. санитетског батаљона или других санитетских јединица. На челу ВМЦ је био пуковник др Радомир Марјановић. У склопу ВМЦ радиле су Ниже војно лекарске комисије из састава 1. санитетског батаљона и Виша војно љекарска комисија постављена одлуком Главног штаба Војске Републике Српске под чијом је надлежношћу обављала све послове. За свој допринос у збрињавању рањеника ВМЦ је одликован Орденом Крст милосрђа. Након што је ВРС престала да постоји 2004. расформиран је и ВМЦ, а радници и опрема су додијељени другим медицинским установама. Новембра 2005. године извршена је примопредаја објекта ВМЦ, Дому здравља Бања Лука. Данас је у том објекту смјештена Служба хитне помоћи.